# Александар-Франсоа Каминад
Александар-Франсоа Каминад (фр. Alexandre-François Caminade; Париз, 14. децембар 1783 — Париз, мај 1862) био је француски сликар.
Сликао је портрете и слике са религијским темама. Био је ученик Жак-Луј Давида.